# Tandori
Tandori is een Franse stripreeks die begonnen is in maart 1993. Alle albums zijn geschreven door Scotch Arleston, getekend door Curd Ridel en uitgegeven door Le Lombard.

## Albums
| Nummer | Titel                              |
| ------ | ---------------------------------- |
| 1      | Het ontwaken van de blauwe olifant |
| 2      | De godin met de twee gezichten     |
| 3      | Een boek in de jungle              |